# Feliks Wróbel
Feliks Wróbel (ur. 6 września 1894 w Bobowej, zm. 1940 w ZSRR) – major artylerii Wojska Polskiego, ofiara zbrodni katyńskiej.

## Życiorys
Syn Józefa i Apolonii, z domu Witek. Uczył się w gimnazjum w Tarnowie (1906–1910), a następnie w Gimnazjum św. Jacka w Krakowie, które ukończył z maturą w 1914. Rozpoczął wówczas studia na Wydziale Prawa Uniwersytetu Jagiellońskiego. Był członkiem Związków Sokolich i Związku Strzeleckiego. 
Po wybuchu I wojny światowej był żołnierzem-ochotnikiem Legionów Polskich od sierpnia 1914 do lipca 1917. Służył w 13 kompanii 3 pułku piechoty w składzie II Brygady Legionów, potem w 5 baterii 1 pułku artylerii, 1 baterii armat polowych i w kadrze artylerii w Kozienicach. W stopniu sierżanta uczestniczył w bitwach pod Krzywopłotami, Marcinkowicami, Pisarzowem, Nowym Sączem, Konarami, Klimontowem, nad Styrem, Polską Górą, Kaszówką. Po kryzysie przysięgowym został wcielony do c. i k. Armii. Działał w Polskiej Organizacji Wojskowej. U schyłku wojny w listopadzie 1918 brał udział w rozbrajaniu oddziaów niemieckich w Piotrkowie Trybunalskim.
Po odzyskaniu przez Polskę niepodległości wstąpił do Wojska Polskiego w listopadzie 1918. Został zweryfikowany do stopnia podporucznika ze starszeństwem z dniem 1 listopada 1918. Pracował w Ministerstwie Spraw Wojskowych, następnie do 1920 w DOG w Warszawie. W trakcie wojny polsko-bolszewickiej 1920 stopniu służył wraz z baterią w ramach 2 pułku artylerii polowej Legionów IV Brygady Litewsko-Białoruskiej. Internowany, w niewoli litewskiej w lipcu 1920, uciekł z niej w następnym miesiącu do Kłajpedy i wrócił do Polski. 28 sierpnia 1920 przydzielony do I Baterii Ochotniczej. Za swoje czyny otrzymał Order Virtuti Militari. W 1920 ukończył kurs nr 3 Centrum Wyszkolenia Artylerii w Krakowie. Został zweryfikowany do stopnia porucznika ze starszeństwem z dniem 1 stycznia 1919. Od 1921 do 1922 służył w 21 pułku artylerii polowej, następnie od 1922 roku w III dywizjonie 20 pułku artylerii polowej stacjonującego w garnizonie Prużana. Absolwent kursu dowódców dywizjonów w Szkole Strzeleckiej Artylerii w Toruniu. Od 1923 roku w I dywizjonie 20 pułku artylerii polowej.
1 grudnia 1924 roku został awansowany do stopnia kapitana ze starszeństwem z dniem 15 sierpnia 1924 roku i 28. lokatą w korpusie oficerów artylerii. Został dowódcą baterii w 20 pułku artylerii polowej. W 1927 roku został przeniesiony do kadry oficerów artylerii i przydzielony do Centrum Wyszkolenia Artylerii w Toruniu. Od 15 września 1929 roku był dowódcą baterii w 14 pułku artylerii polowej w Poznaniu. 9 marca 1933 został przeniesiony do 7 dywizjonu artylerii konnej w Poznaniu na stanowisko pełniącego obowiązki kwatermistrza. 4 lutego 1934 awansował na majora ze starszeństwem z dniem 1 stycznia 1934 i 3. lokatą w korpusie oficerów artylerii. W marcu 1934 został wyznaczony na stanowisko kwatermistrza 7 dak, a w 1936 został przesunięty na stanowisko zastępcy dowódcy 7 dak. W 1938 został przeniesiony do 19 pułku artylerii lekkiej w Nowej Wilejce na stanowisko dowódcy III dywizjonu, detaszowanego w Lidzie. 
Po wybuchu II wojny światowej w czasie kampanii wrześniowej dowodzony przez niego dywizjon został włączony w skład 38 pułku artylerii lekkiej. 15/16 września 1939 roku w walce pod Księżym Mostem został ranny. Po agresji ZSRR na Polskę 17 września 1939 roku dostał się do sowieckiej niewoli. W październiku 1939 roku udało mu się uciec ale w listopadzie tego roku został ponownie aresztowany we Lwowie. Prawdopodobnie wiosną 1940 roku został zamordowany przez NKWD. Jego nazwisko znalazło się na tzw. Ukraińskiej Liście Katyńskiej opublikowanej w 1994 (został wymieniony na liście wywózkowej 55/4-22 oznaczony numerem 577). Ofiary z tej części zbrodni katyńskiej zostały pochowane na otwartym w 2012 Polskim Cmentarzu Wojennym w Kijowie-Bykowni.
Żoną, Feliksa Wróbla była Maria, z domu Bernowicz (po wojnie powtórnie zamężna z Wiktorem Wróblem; zm. 1986), z którą miał córki: Annę (zm. 2008) i Ewę, po wojnie zamieszkujące w Bieczu.

## Upamiętnienie
19 kwietnia 2010, w ramach akcji „Katyń... pamiętamy” / „Katyń... Ocalić od zapomnienia”, przy Gimnazjum im. Marii Skłodowskiej-Curie nr 2 w Polkowicach został zasadzony Dąb Pamięci honorujący Feliksa Wróbla. W uroczystościach uczestniczyła jego córka, Ewa Bułat.

## Ordery i odznaczenia
- Krzyż Niepodległości – 15 czerwca 1932 roku „za pracę w dziele odzyskania niepodległości”[13]
- Krzyż Walecznych[14]
- Złoty Krzyż Zasługi – 11 listopada 1937 roku „za zasługi w służbie wojskowej”[15]
- Medal Pamiątkowy za Wojnę 1918–1921
- Medal Dziesięciolecia Odzyskanej Niepodległości
- Odznaka Pamiątkowa Artylerii Konnej